# Jüdischer Friedhof (Dąbrowa Górnicza)
Koordinaten: 50° 18′ 56,9″ N, 19° 10′ 31,1″ O

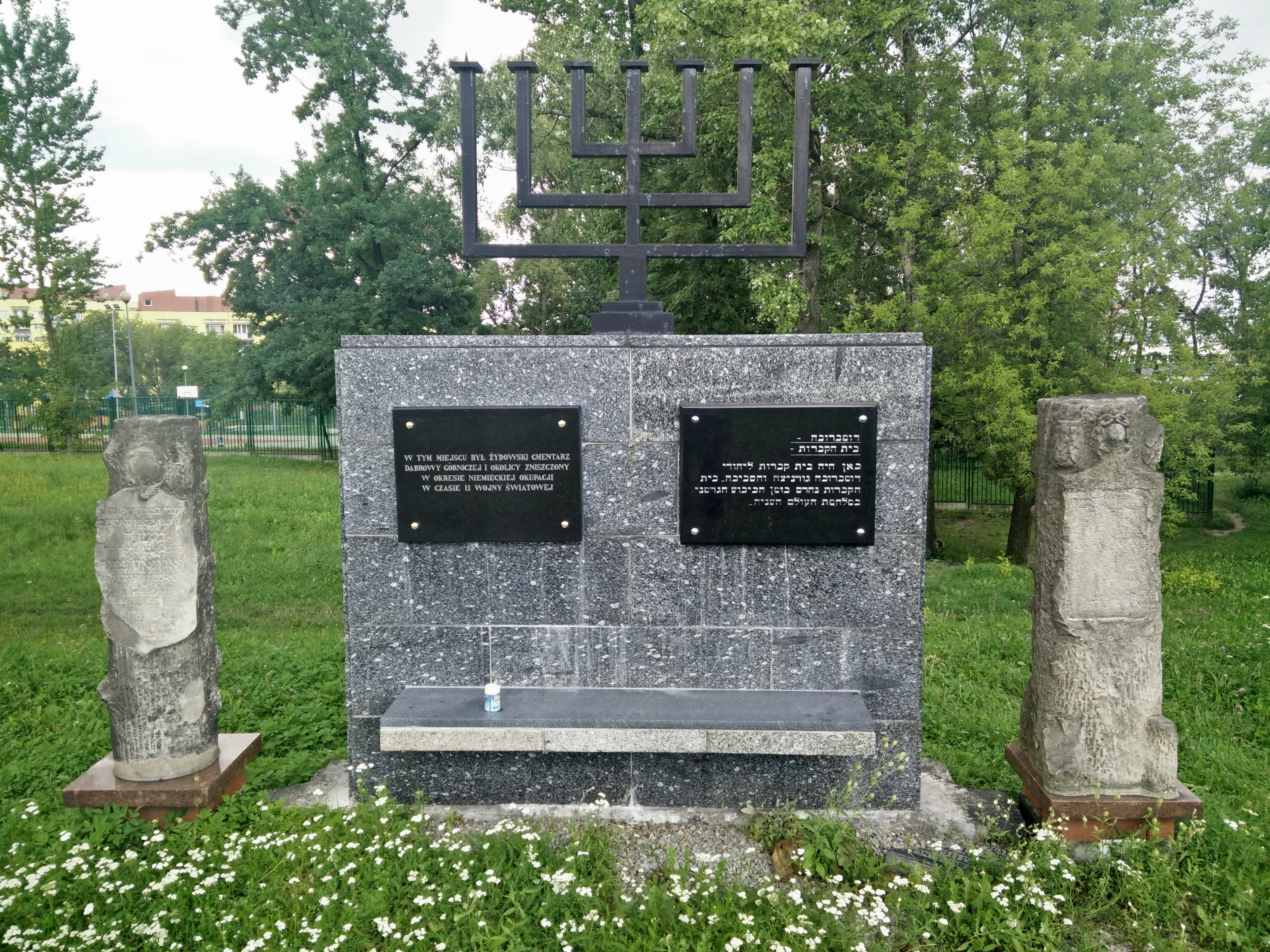
Gedenktafel auf dem jüdischen Friedhof in Dąbrowa Górnicza

Der Jüdische Friedhof in Dąbrowa Górnicza, einer kreisfreien Großstadt in der Woiwodschaft Schlesien in Polen, wurde 1929 angelegt. Der jüdische Friedhof befindet sich in der Ludowa-Straße. 
Der Friedhof wurde von deutschen Besatzern im Zweiten Weltkrieg teilweise zerstört. Die Zerstörung setzte sich nach dem Krieg fort, sodass nur noch 20 Grabsteine auf dem 0,5 Hektar großen Friedhof vorhanden sind.